# Eretmapodites brottesi
Eretmapodites brottesi är en tvåvingeart som beskrevs av Rickenbach 1966. Eretmapodites brottesi ingår i släktet Eretmapodites och familjen stickmyggor. Inga underarter finns listade i Catalogue of Life.